# Yūto Satō
Yūto Satō (佐藤 勇人 Satō Yūto?,  nacido el 12 de marzo de 1982 en Kasukabe, Saitama) es un futbolista japonés que se desempeñaba como centrocampista.
En 2006, Satō jugó para la selección de fútbol de Japón.

## Trayectoria

### Clubes
| Club             | País  | Año         |
| ---------------- | ----- | ----------- |
| JEF United Chiba | Japón | 2000 - 2007 |
| Kyoto Sanga FC   | Japón | 2008 - 2009 |
| JEF United Chiba | Japón | 2010 -      |

### Selección nacional
| Selección | País  | Año  |
| --------- | ----- | ---- |
| Absoluta  | Japón | 2006 |

## Estadística de equipo nacional
| Selección de Japón | Selección de Japón | Selección de Japón |
| Año                | Part.              | Goles              |
| ------------------ | ------------------ | ------------------ |
| 2006               | 1                  | 0                  |
| Total              | 1                  | 0                  |

## Palmarés

### Títulos nacionales
| Título         | Club             | País  | Año  |
| -------------- | ---------------- | ----- | ---- |
| Copa J. League | JEF United Chiba | Japón | 2005 |
| Copa J. League | JEF United Chiba | Japón | 2006 |